# えちゃんねる SOUND CHANNEL
『えちゃんねる SOUND CHANNEL』（えちゃんねる サウンド チャンネル）は、HIKAKINと坂本英城のオリジナルアルバム。2012年12月26日にソニー・ミュージックレコーズからデジタル・ダウンロードで発売された。

## 解説
収録されている楽曲は、ソニー・コンピュータエンタテインメントよりダウンロード配信で発売されたPlayStation Vita専用ソフト｢えちゃんねる〜NEW ペイントパーク〜｣で使用されている。収録されている「ポータル」「エガク」「メデル」「アソブ」「エガオ」はiTunes Storeなどで発売日前に先行配信された。

## 収録内容
1. ポータル [1:42]
2. エガク [4:32]
3. メデル [4:44]
4. アソブ [4:56]
5. エガオ [1:04]
  - この曲は本作で唯一、HIKAKINによるビートボックスのみで構成されている。
6. エガク (FULLMIX) [3:04]
7. メデル (FULLMIX) [3:12]
8. アソブ (FULLMIX) [3:20]